# Rio Dumitra
O Rio Dumitra é um rio da Romênia, afluente do Jiu, localizado no distrito de Gorj.